# Марінталь (Німеччина)
Марінталь (нім. Mariental) — громада в Німеччині, розташована в землі Нижня Саксонія. Входить до складу району Гельмштедт. Складова частина об'єднання громад Граслебен.
Площа — 6,53 км2. Населення становить 931 ос. (станом на 31 грудня 2021).

## Галерея

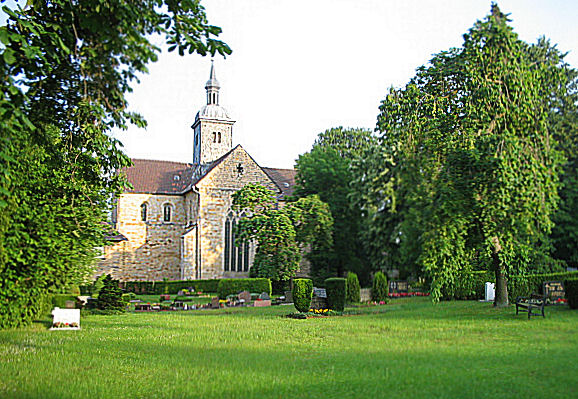